# Рувалькаба, Фелипе
Фели́пе Рувалька́ба Сисне́рос (исп. Felipe Ruvalcaba Cisneros; 16 февраля 1941, Гвадалахара — 4 сентября 2019, Пуэрто-Вальярта, Халиско) — мексиканский футболист, играл на позиции нападающего, участник двух чемпионатов мира (1962, 1966).

## Биография

### Игровая карьера
Рувалькаба был частью знаменитой команды «Оро», в составе которого выиграл чемпионский титул 1963 года и трофей Чемпион чемпионов 1963 года и два раза был серебряным призёром чемпионата Мексики. В 1967 году перешёл в «Толуку», в составе которой выиграл чемпионский титул, а также два других трофея.
По окончании сезона, перешёл в клуб «Некакса», где отыграл один сезон и завершил карьеру в клубе одного из низших дивизионов «Сьюдад Виктория».

### Карьера в сборной
В составе сборной Мексики был участником чемпионата мира 1962 года и чемпионата мира 1970 года. На этих турнирах Рувалькаба был запасным игроком и на поле так и не вышел.
Принимал участие на олимпийском футбольном турнире 1964 года, на котором мексиканцы заняли 3-е место в группе и в плей-офф не попали. Помимо этого, Рувалькаба играл на чемпионате наций КОНКАКАФ 1965 года (золото) и чемпионате наций КОНКАКАФ 1967 года (серебро).

### Смерть
Скончался 4 сентября 2019 года в возрасте 78 лет.

## Достижения
«Оро»
- Чемпион Мексики (1): 1962/63
- Обладатель трофея Чемпион чемпионов Мексики (1): 1963

«Толука»
- Чемпион Мексики (1): 1967/68
- Обладатель трофея Чемпион чемпионов Мексики (1): 1968
- Обладатель Кубка чемпионов КОНКАКАФ (1): 1968

 Мексика
- Чемпион наций КОНКАКАФ (1): 1965